# アホルンタール
アホルンタール (ドイツ語: Ahorntal) はドイツ連邦共和国バイエルン州オーバーフランケン行政管区のバイロイト郡に属する町村（以下、本項では便宜上「町」と記述する）。アホルンタールという名の集落はなく、キルヒアホルン地区に自治体機能が置かれている。

## 地理
アホルンタールは、フレンキシェ・シュヴァイツ自然公園内のアホルンタール盆地およびアイルスバッハ渓谷上流部に位置する。

### 自治体の構成
この町は、公式には27の地区 (Ort) からなる。このうち小集落や孤立農場などを除く集落を以下に列記する。
| - アドリッツ - クリスタンツ - アイヒヒ - フライアホルン - ヒンターゲロイト - キルヒアホルン - ケルツェンドルフ - オーバーアイルスフェルト | - プファッフェンベルク - ポッペンドルフ - ライツェンドルフ - フォルスバッハ - フォルダーゲロイト - ヴァイアー - ツァウペンベルク |

## 歴史
1972年の自治体再編で、それまで独立した自治体であったアドリッツ、フライアホルン、キルヒアホルン、ケルツェンドルフ、ポッペンドルフ、ライツェンドルフ、クリスタンツ、オーバーアイルスフェルト、およびフォルスバッハが合併して生まれた自治体アホルンタールは、かつては帝国騎士領（キルヒアホルンはシェーンボルン伯領、オーバーアイルスフェルトはラーベンシュタイン男爵領）に属していた。1806年にライン同盟により、この地域はバイエルン公国領となった。

### 人口推移
この地域の人口は、1970年 2,116人、1987年 2,077人、2000年 2,290人であった。

## 行政
自治体アホルンタールの行政機能はキルヒアホルン地区におかれている。

### 紋章
赤地と金地で左右に分かれる。左側には3本に枝分かれした銀のカエデ（Ahorn)の木、右側は、峰が3つある緑の山にカラス。

## その他
1997年からアイルスバッハ渓谷で、ボンの連邦自然保護局の「試験、発育プロジェクト」が実施されている。

## 引用
1. ↑  https://www.statistikdaten.bayern.de/genesis/online?operation=result&code=12411-003r&leerzeilen=false&language=de Genesis-Online-Datenbank des Bayerischen Landesamtes für Statistik Tabelle 12411-003r Fortschreibung des Bevölkerungsstandes: Gemeinden, Stichtag (Einwohnerzahlen auf Grundlage des Zensus 2011)
2. ↑  Bayerische Landesbibliothek Online